# مايكل هاغ
مايكل هاغ (بالإنجليزية: Michael Hague) هو فنان تشكيلي أمريكي، ولد في 8 سبتمبر 1948.

## وصلات خارجية
- الموقع الرسمي
- مايكل هاغ على موقع IMDb (الإنجليزية)